# Тифенброн
Тифенброн (нем. Tiefenbronn) — община в Германии, в земле Баден-Вюртемберг. 
Подчиняется административному округу Карлсруэ. Входит в состав района Энц.  Население составляет 5293 человека (на 31 декабря 2010 года). Занимает площадь 14,79 км².

## Достопримечательности
- В местной  церкви Святой Марии Магдалины[нем.] находится алтарь Магдалины (Magdalenenaltar) работы  Лукаса Мозера. Это единственное произведение, достоверно принадлежащее кисти художника.